# Алгутсрум
Алгутсрум (на шведски: Algutsrum) е населено място в централната част на шведския остров Йоланд, намира се в община Мьорбюлонга, лен Калмар. Населението на Алгутсрум е 532 души (към 31 декември 2010).
Алгуструм се разполага на остров Йоланд, много близо до най-големия град на острова – Ферестаден, както и до моста Йоланд. Църквата на населеното място е една от малкото на острова. Първоначално е издигната през 12 век, но е основно преустроена през 1822 година.
Основният поминък на населението е земеделие, въпреки че има и няколко малки търговски дружества. Традиционния пазар на Алгуструм, датиращ от 18 век, се организира всеки последен петък на юни и всеки първи петък от октомври. На пазара се предлагат основно животни и земеделска продукция.
Близо до Алгуструм се разполага и 150 метрова телевизионна и радио кула, видима и от основната шведска земя.

## Динамика на населението
Населението на Алгутсрум през последните няколко десетилетия се увеличава бавно. Допреди 1980 година, Алгуструм е бил така наречено много малко населено място (на шведски: småort), с население под 200 души по дефиниция.